# Monts Jovet
Ne doit pas être confondu avec Mont Jovet ou Montjovet.
Les monts Jovet sont une montagne de France, dans le massif du Mont-Blanc, en Haute-Savoie.

## Géographie
Les monts Jovet se trouvent dans le haut du val Montjoie, au-dessus des refuges de Nant Borrant (1 459 m) au nord-ouest et de la Balme (1 706 m) au sud-ouest, dominés par le mont Tondu (3 196 m) à l'est et les têtes d'Enclave (2 852 m) et de Bellaval (2 885 m) au sud-est. Dans le fond du val situé au sud-est de la montagne s'étendent les lacs Jovet composés de deux lacs principaux et de trois secondaires. La montagne est formée d'une croupe de roches cristallines marquée de plusieurs sommets dont la pointe Sud (2 362 m) et la pointe Nord (2 468 m). Ils sont situés au cœur de la réserve naturelle nationale des Contamines-Montjoie.
Un sentier de randonnée passant par les chalets de Jovet — rejoints depuis la chapelle Notre-Dame-de-la-Gorge, le col du Joly ou encore le col du Bonhomme — permet d'accéder aux lacs puis au col d'Enclave (2 672 m) au sud-est. Des lacs, un sentier secondaire et non balisé permet de gagner les monts Jovets en eux-mêmes. Les monts Jovet sont également accessibles en hiver en ski de randonnée.

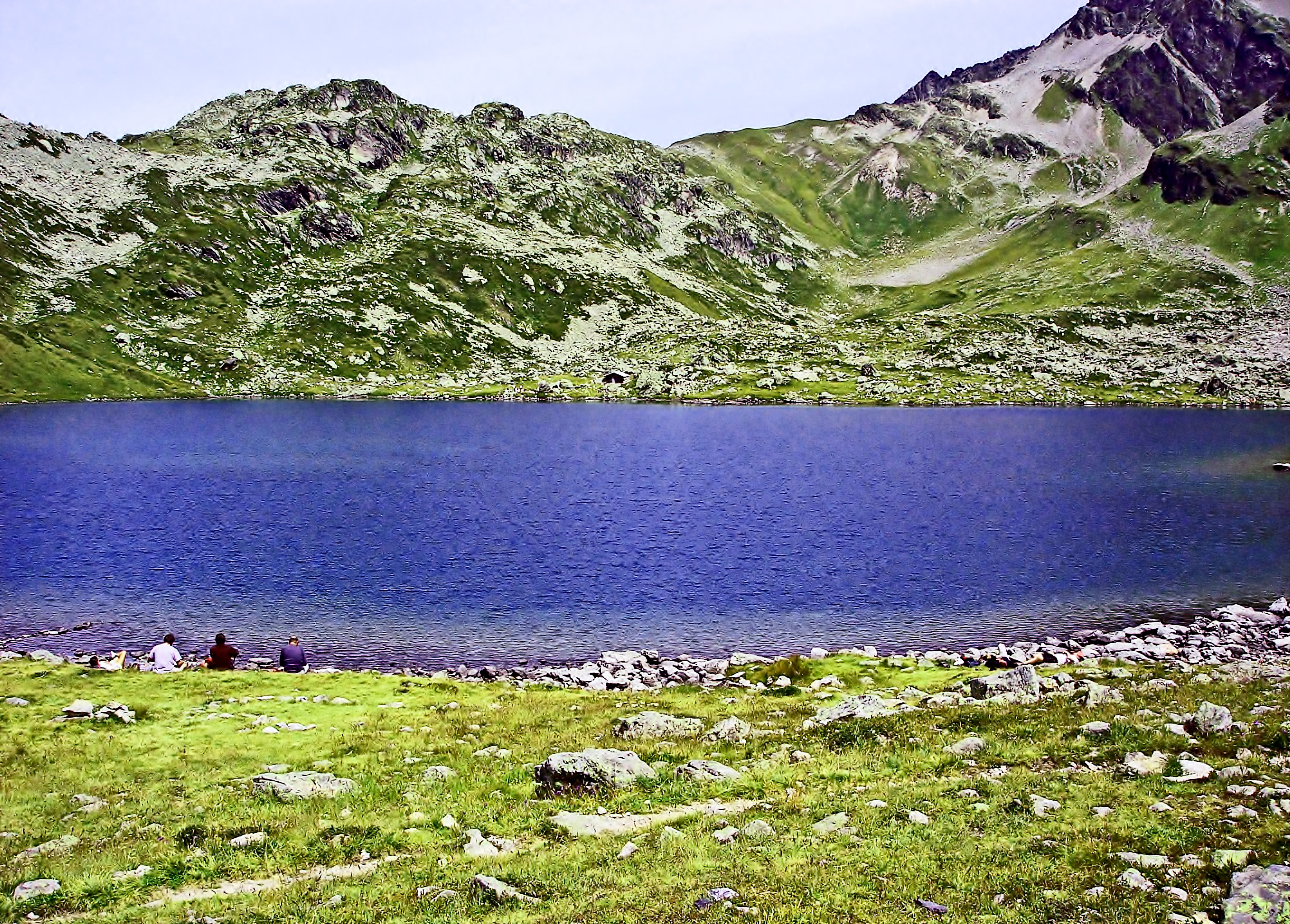
La pointe Nord depuis le lac Jovet Inférieur au sud.

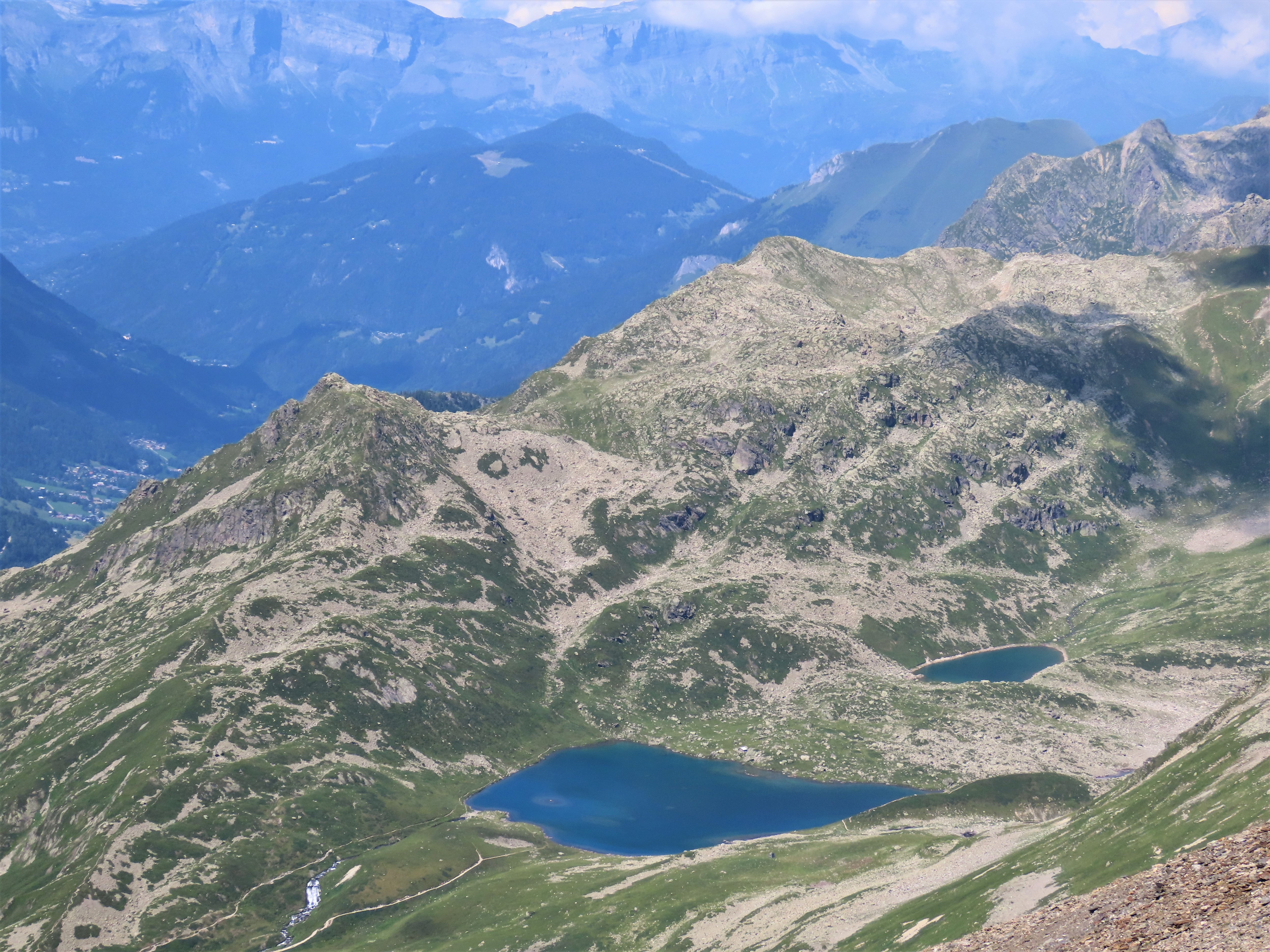
Vue depuis la tête Nord des Fours au sud des lacs Jovet et des monts Jovet.

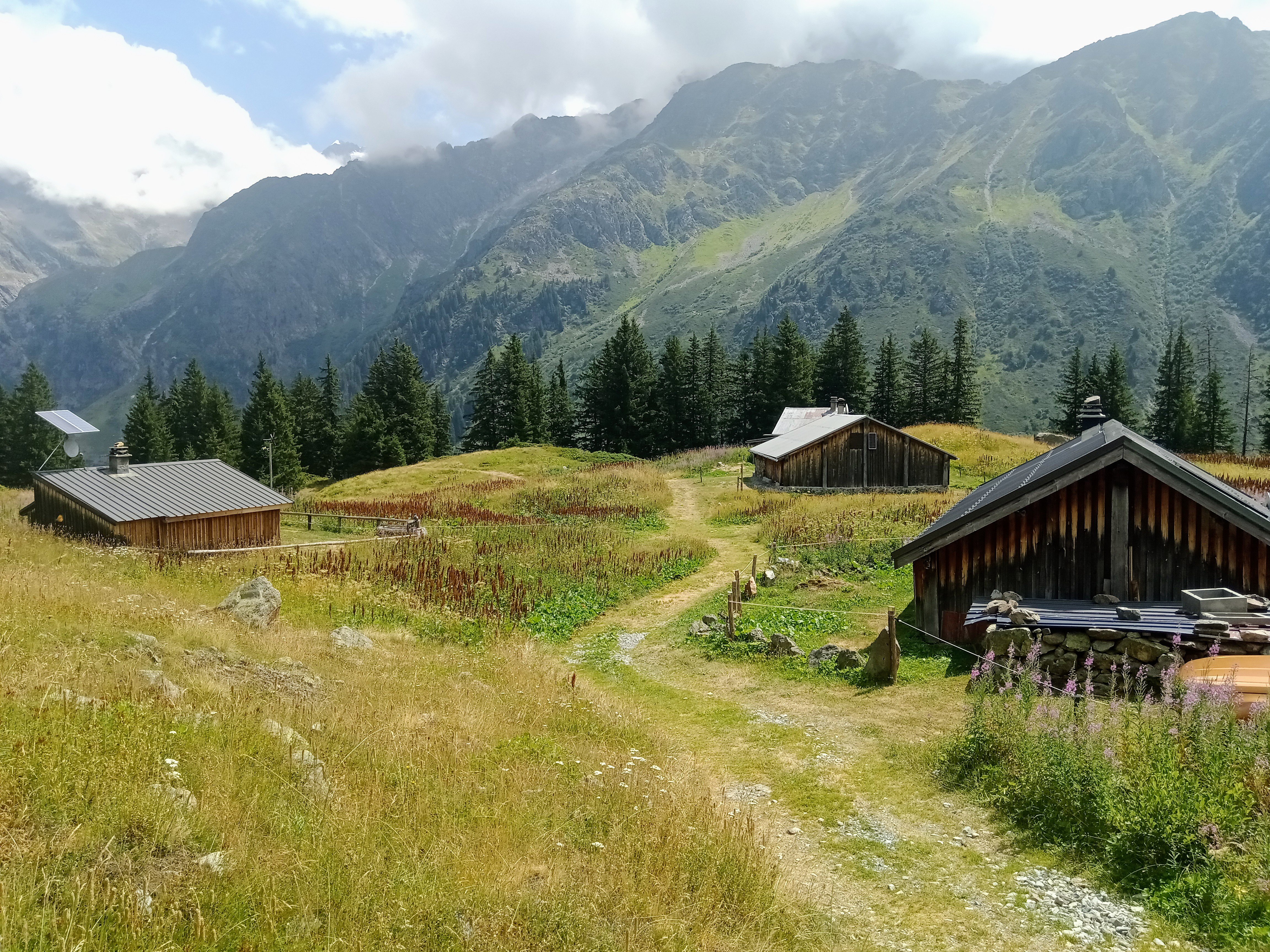
Vue des monts Jovet depuis les chalets des Prés à l'ouest sur l'autre versant du val Montjoie.